# Torneig d'escacs de Londres de 1851

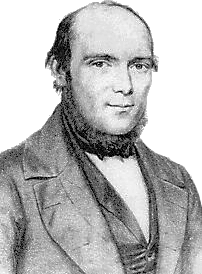
Adolf Anderssen va guanyar tant el "Torneig Internacional de Londres" com el rival "Torneig del London Club".

EL Torneig d'escacs de Londres de 1851 fou el primer torneig d'escacs de la història. Va ser concebut i organitzat pel jugador anglès Howard Staunton, i fou el primer cop en què els millors jugadors d'Europa es varen enfrontar tots junts en un torneig. L'alemany Adolf Anderssen va vèncer en el torneig, de setze participants, i es va guanyar així la consideració de millor jugador d'Europa.

## Rerefons i objectius

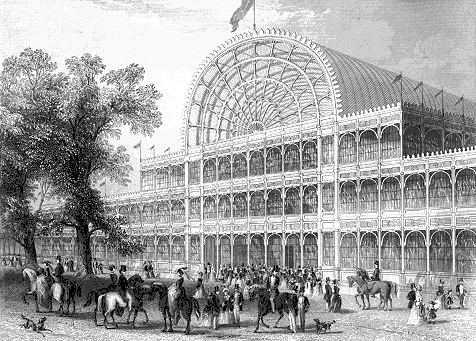
Entrada principal de la Gran Exposició.

El maig de 1851, Londres va acollir la Gran Exposició per mostrar la indústria i tecnologia britàniques, i la pròspera comunitat d'escacs londinenca es va veure obligada a fer quelcom de semblant per als escacs. Howard Staunton proposà i a continuació prengué el lideratge, d'organitzar el primer torneig internacional, que s'hauria de celebrar al mateix temps que l'Exposició. Ell pensava que la Gran Exposició donava una oportunitat única per reduir dràsticament les dificultats que obstruïen la participació internacional; per exemple, seria molt més fàcil pels participants d'obtenir passaports i de deixar temporalment la feina.
El 1848 es va publicar una carta en la qual en Ludwig Bledow proposava que ell i en von der Lasa havien d'organitzar a Trèveris (Alemanya) un torneig internacional el guanyador del qual seria reconegut com a Campió del món (en Bledow va morir 1846; no se sap perquè la publicació de la carta es va endarrerir tant). Notícies sobre això haurien també motivat n'Staunton per organitzar el torneig internacional de Londres.
Staunton i els seus companys tenien objectius ambiciosos pel seu torneig, inclosa la celebració d'un "Parlament dels Escacs" per: completar l'estandardització del moviments i d'altres regles, ja que hi havia encara algunes petites diferències i contradiccions per països; per estandarditzar la notació d'escacs; i per acordar límits de temps, ja que molts jugadors eren coneguts per simplement "cansar" els seus rivals. Staunton també proposà la realització d'un compendi que recollís tot el coneixement sobre obertures d'escacs, preferiblement en forma de taula. Com que pensava que no hi hauria temps suficient amb una sola sessió del "Parlament " per abordar tots els temes, va suggerir successius congressos, alguns incloent fins i tot entusiastes dels escacs encara que estiguessin per sota dels més forts jugadors del món, i un procés de revisió per abordar els contenciosos que poguessin sorgir, així com els possibles errors que es poguessin produir.
Abans que el torneig comencés, dos comentaristes varen escriure que el guanyador hauria de ser considerat com a "Campió del món d'escacs"; un fou el capità Hugh Alexander Kennedy, un dels organitzadors i jugadors del torneig, i l'altre fou la publicació Liberty Weekly Tribune de Missouri. De tota manera, no hi ha constància que coronar un campió del món fos un objectiu formal del torneig.

## Preparació
El Comitè Organitzador era liderat pel Duc de Marlborough, però Staunton n'era el secretari, i molts dels seus membres pertanyien al club d'escacs de Staunton. Les rivalitats en els escacs britànics del moment van fer que el poderós London Chess Club boicotegés la competició, i que en George Walker emprés la seva columna a Bell's Life per intentar destorbar els preparatius del torneig. Malgrat aquests obstacles, n'Staunton va obtenir 500£ per la bossa de premis, una suma considerable el 1851, que equivaldrien a unes 359.000£ el 2006. Les aportacions de diners s'obtingueren tant de clubs d'escacs anglesos com d'altres països. A França, es varen recaptar diners al Café de la Régence, i a l'Índia, el Calcutta Chess Club contribuí amb 100£, i a més a més, els seus principals dirigents John Cochrane i T.C. Morton feren dues de les més grans contribucions a títol personal. El torneig es va programar per coincidir amb la Gran Exposició a Londres, i va començar el 26 de maig de 1851.

## Jugadors
El torneig es va planificar com a competició per knock-out entre setze dels millors jugadors europeus. Es van cursar invitacions als mestres estrangers Vincent Grimm, József Szén, i Johann Löwenthal d'Hongria; Adolf Anderssen, Bernhard Horwitz, Carl Mayet, i von der Lasa d'Alemanya; Pierre Charles Fournier de Saint-Amant i Lionel Kieseritzky de França, i Carl Jaenisch, Alexander Petrov i Ilià Xúmov de Rússia. Els jugadors britànics havien de ser Howard Staunton, Henry Thomas Buckle, Marmaduke Wyvill, Elijah Williams, el capità Hugh Alexander Kennedy, Samuel Newham, i Henry Bird.
Desgraciadament, molts dels convidats no varen poder jugar. En Grimm estava exiliat a Aleppo després de la seva participació en la Revolució hongaresa de 1848. Löwenthal havia també participat en la fallida revolució, però havia anat a Amèrica, on hi havia muntat negocis, els quals va deixar per tal d'anar a Londres a jugar. Saint-Amant no estava disponible perquè havia estat enviat pel govern francès a Califòrnia com a diplomàtic, després de la seva independència de Mèxic durant la febre de l'or de Califòrnia. Von der Lasa i Petrov tampoc no estaven disponibles. Jaenisch i Xúmov no podrien arribar a temps per jugar. Jaenisch va arribar tard a Londres, i va jugar un matx post-torneig contra Staunton que aquest darrer guanyà (+7 −2 =1). Buckle tampoc no va poder jugar, i com que era considerat el segon millor jugador entre els britànics, fou el més fort britànic absent del torneig. Les disputes amb el London Chess Club varen impedir que hi participés en Daniel Harrwitz, i també van afeblir la parrilla de possibles substituts, ja que George Walker, George Perigal, i George Webb Medley podrien haver enfortit el quadre si no fos pel boicot. Anderssen era reticent a acceptar la invitació, ja que no podia afrontar els costos del viatge. Llavors, Staunton va oferir-li de pagar les despeses del viatge de la seva pròpia butxaca si calgués, en cas que Anderssen no obtingués premi en el torneig, i Anderssen va acceptar aquesta generosa oferta.
Com a part del projecte, el comitè organitzador del Torneig Internacional de Londres també va muntar un "Torneig Provincial de Londres" per a jugadors britànics que no eren prou forts com per ser convidats al torneig internacional. Finalment, el comitè va promocionar E.S. Kennedy, Edward Löwe, James R. Mucklow, i Alfred Brodie per jugar al torneig internacional en lloc del torneig provincial, per tal d'obtenir el nombre de jugadors necessaris per al sistema knock-out.

## Torneig
El torneig es va organitzar com a matxs d'eliminació directa, amb els vuit perdedors de la primera ronda eliminats del torneig. Cada matx de la primera ronda era al millor de tres partides, sense comptar les taules. Les rondes posteriors foren al millor de set partides, amb els perdedors jugant matxs de consolació. Els emparellaments es feren a sorts, ja que no hi havia sistema de preclassificació (com ara l'emprat habitualment en torneigs de tennis.
Kieseritsky, Bird, i Löwenthal perderen tots tres en primera ronda. Anderssen va guanyar Staunton clarament, 4–1 a la tercera ronda semifinal. A la final, Anderssen guanyà Wyvill per ser primer. Wyvill havia avançat amb un quadre relativament senzill fins a la final. Staunton va ser clarament derrotat per Williams al darrer matx de consolació, i acabà en un decebedor quart lloc.

## Conseqüències

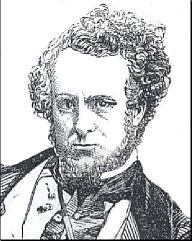
Howard Staunton.

Tot i els defectes obvis del format knockout del torneig, el resultat fou just, en coronar n'Anderssen com al millor jugador. Tal com indicaven les regles del torneig, Staunton immediatament va reptar n'Anderssen a un matx a vint-i-una partides, per un premi de 100£. Anderssen acceptà el matx, però no va poder jugar-lo de seguida, ja que implicaria mantenir-se lluny de la seva feina com a professor a Alemanya durant dos mesos. Staunton tampoc estava preparat psicològicament per una contesa immediata, i el matx proposat finalment mai es va arribar a jugar.
Com a resultat de la seva victòria al torneig, Anderssen fou reconegut popularment com el millor jugador europeu, tot i que fins on se sap, mai fou titllat de "Campió del món". La idea d'un campió del món havia començat a sorgir a partir de 1840, i l'ús més antic conegut del terme "campió del món" és del 1845, en referència a Staunton i publicat al Chess Players' Chronicle de Staunton. Wilhelm Steinitz fou universalment reconegut com a "Campió del món" els 1870, però la primera competició formal per obtenir el títol mundial fou el matx de 1886 entre Steinitz i Johannes Zukertort.
El 1852 Staunton va escriure el llibre del torneig, el qual va titular The Chess Tournament (El torneig d'escacs). Tot i la seva excel·lent descripció de l'esdeveniment, es va veure enterbolit per la poca alegria amb la qual va rebre la victòria d'Anderssen. De tota manera, la descripció de Staunton quan deia que Anderssen era el segon millor jugador alemany, després que Anderssen guanyés el Torneig Internacional de 1851, era llavors raonable, considerant el que se sabia de la força de von der Lasa, i també que la força de joc d'Anderssen havia sorgit només en els mesos anteriors al torneig de 1851 com a resultat del seu entrenament a base de matxs contra forts jugadors a Alemanya.
Staunton va culpar de la seva mala actuació el jou de les seves funcions en l'organització del torneig, i també es creu que va ser víctima d'una malaltia de cor el 1844. Va condemnar la idea de fer dels escacs una professió, escrivint
Els escacs mai han estat, i mentre la societat existeixi, mai podran ser una professió. És possible que en gran manera enforteixin la ment de l'home de carrera, però mai s'han de convertir en l'objecte de la seva vida. És perquè el seu veritable caràcter s'ha perdut de vista pel gelós o el mercenari, que la victòria a qualsevol preu s'ha convertit en un objectiu més important que l'avanç de la ciència.
Almenys en part, aquestes eren les queixes d'un mal perdedor, ja que la major part dels ingressos de Staunton derivaven precisament de la seva capacitat per jugar als escacs. En aquell moment Staunton era també un erudit d'èxit amb un contracte a llarg termini per produir edicions de les obres de teatre de Shakespeare.
Staunton també estava preocupat per la falta de límit del temps per jugar. Després d'alguns experiments, el control de temps es va convertir en estàndard en tots els torneigs seriosos alguns anys més tard. La debilitat del format d'eliminatòries, una mena d'híbrid entre matxs i joc de torneig, va causar que fos eliminat, i que s'adoptés el format round-robin a partir del torneig de Londres de 1862.
La famosa Partida Immortal, Anderssen–Kieseritsky, Londres 1851, fou jugada en una partida amistosa durant una pausa en el torneig, i no és una de les partides del matx de primera ronda entre ambdós jugadors.
El London Chess Club, que s'havia barallat amb Staunton i els seus companys, va organitzar un torneig que es va jugar un mes més tard i on hi havia un conjunt multinacional de jugadors (molts dels quals van competir també en el torneig internacional), i el resultat va ser el mateix - Anderssen va guanyar.

## Força de la competició
Com que aquest fou el primer torneig internacional, és difícil d'establir quina era la força relativa dels jugadors. Com a guia aproximada, aquí hi ha les avaluacions fetes per Chessmetrics sobre els contendents, fetes pel moment immediatament anterior a la disputa del torneig:
| Nom           | Marcador Chessmetrics, abril 1851 | "Rànquing mundial", Abril 1851 | Millor marcador Chessmetrics abans de maig 1851 | Millor "rànquing mundial" abans de maig 1851 |
| ------------- | --------------------------------- | ------------------------------ | ----------------------------------------------- | -------------------------------------------- |
| Kieseritzky   | 2658                              | 1                              | 2658 (Abril 1851)                               | 1 (Abril 1851)                               |
| Williams      | 2507                              | 3                              | 2507 (Abril 1851)                               | 2 (Feb 1851)                                 |
| Löwenthal     | 2488                              | 4                              | 2488 (Abril 1851)                               | 4 (Abril 1851)                               |
| Anderssen     | 2484                              | 6                              | 2484 (Abril 1851)                               | 6 (Març 1848, ... Abril 1851)                |
| Mayet         | 2468                              | 8                              | 2468 (Abril 1851)                               | 6 (Gen - Feb 1848)                           |
| Horwitz       | 2439                              | 11                             | 2579 (Oct 1846)                                 | 3 (Mar - Jul 1846)                           |
| Bird          | 2377                              | 14                             | 2380 (Feb 1851)                                 | 12 (Feb 1851)                                |
| Szén          | (2493 el maig 1851)               | (4 el maig 1851)               | (dades insuficients)                            | (dades insuficients)                         |
| Staunton      | (dades insuficients)              | (dades insuficients)           | 2670 (Gen 1844)                                 | 1 (Maig 1843 - Ago 1849)                     |
| Wyvill        | (dades insuficients)              | (dades insuficients)           | (dades insuficients)                            | (dades insuficients)                         |
| Kennedy, H.A. | (dades insuficients)              | (dades insuficients)           | (dades insuficients)                            | (dades insuficients)                         |
| Löwe          | (dades insuficients)              | (dades insuficients)           | (dades insuficients)                            | (dades insuficients)                         |
| Mucklow       | (dades insuficients)              | (dades insuficients)           | (dades insuficients)                            | (dades insuficients)                         |
| Brodie        | (no llistat)                      | (no llistat)                   | (no llistat)                                    | (no llistat)                                 |
| Kennedy, E.S. | (no llistat)                      | (no llistat)                   | (no llistat)                                    | (no llistat)                                 |
| Newham        | (no llistat)                      | (no llistat)                   | (no llistat)                                    | (no llistat)                                 |

## Resultats
Del llibre de Staunton sobre el torneig:

### Torneig per K.O.
|  | Primera ronda | Primera ronda | Primera ronda |    |    | Segona ronda | Segona ronda | Segona ronda |  |  | Semi-final | Semi-final | Semi-final |  |  | Final     | Final | Final |
|  |               |               |               |    |    |              |              |              |  |  |            |            |            |  |  |           |       |       |
|  | 1             | Anderssen     | 2½            |    |    |              |              |              |  |  |            |            |            |  |  |           |       |       |
|  | 16            | Kieseritsky   | ½             |    |    |              |              |              |  |  |            |            |            |  |  |           |       |       |
|  | 16            | Kieseritsky   | ½             |    |    | Anderssen    | 4            |              |  |  |            |            |            |  |  |           |       |       |
|  |               |               |               |    |    | Anderssen    | 4            |              |  |  |            |            |            |  |  |           |       |       |
|  |               |               | Szén          | 2  |    |              |              |              |  |  |            |            |            |  |  |           |       |       |
|  | 8             | Szén          | Szén          | 2  | 2  |              |              |              |  |  |            |            |            |  |  |           |       |       |
|  | 8             | Szén          |               |    | 2  |              |              |              |  |  |            |            |            |  |  |           |       |       |
|  | 9             | Newham        | 0             |    |    |              |              |              |  |  |            |            |            |  |  |           |       |       |
|  | 9             | Newham        | 0             |    |    |              |              |              |  |  | Anderssen  | 4          |            |  |  |           |       |       |
|  |               |               |               |    |    |              |              |              |  |  | Anderssen  | 4          |            |  |  |           |       |       |
|  |               |               | Staunton      | 1  |    |              |              |              |  |  |            |            |            |  |  |           |       |       |
|  | 5             | Horwitz       | Staunton      | 1  | 2½ |              |              |              |  |  |            |            |            |  |  |           |       |       |
|  | 5             | Horwitz       |               |    | 2½ |              |              |              |  |  |            |            |            |  |  |           |       |       |
|  | 12            | Bird          | 1½            |    |    |              |              |              |  |  |            |            |            |  |  |           |       |       |
|  | 12            | Bird          | 1½            |    |    | Staunton     | 4½           |              |  |  |            |            |            |  |  |           |       |       |
|  |               |               |               |    |    | Staunton     | 4½           |              |  |  |            |            |            |  |  |           |       |       |
|  |               |               | Horwitz       | 2½ |    |              |              |              |  |  |            |            |            |  |  |           |       |       |
|  | 4             | Staunton      | Horwitz       | 2½ | 2  |              |              |              |  |  |            |            |            |  |  |           |       |       |
|  | 4             | Staunton      |               |    | 2  |              |              |              |  |  |            |            |            |  |  |           |       |       |
|  | 13            | Brodie        | 0             |    |    |              |              |              |  |  |            |            |            |  |  |           |       |       |
|  | 13            | Brodie        | 0             |    |    |              |              |              |  |  |            |            |            |  |  | Anderssen | 4½    |       |
|  |               |               |               |    |    |              |              |              |  |  |            |            |            |  |  | Anderssen | 4½    |       |
|  |               |               | Wyvill        | 2½ |    |              |              |              |  |  |            |            |            |  |  |           |       |       |
|  | 6             | Williams      | Wyvill        | 2½ | 2  |              |              |              |  |  |            |            |            |  |  |           |       |       |
|  | 6             | Williams      |               |    | 2  |              |              |              |  |  |            |            |            |  |  |           |       |       |
|  | 11            | Löwenthal     | 0             |    |    |              |              |              |  |  |            |            |            |  |  |           |       |       |
|  | 11            | Löwenthal     | 0             |    |    | Williams     | 4            |              |  |  |            |            |            |  |  |           |       |       |
|  |               |               |               |    |    | Williams     | 4            |              |  |  |            |            |            |  |  |           |       |       |
|  |               |               | Mucklow       | 0  |    |              |              |              |  |  |            |            |            |  |  |           |       |       |
|  | 3             | Mucklow       | Mucklow       | 0  | 2  |              |              |              |  |  |            |            |            |  |  |           |       |       |
|  | 3             | Mucklow       |               |    | 2  |              |              |              |  |  |            |            |            |  |  |           |       |       |
|  | 14            | E.S. Kennedy  | 0             |    |    |              |              |              |  |  |            |            |            |  |  |           |       |       |
|  | 14            | E.S. Kennedy  | 0             |    |    |              |              |              |  |  | Wyvill     | 4          |            |  |  |           |       |       |
|  |               |               |               |    |    |              |              |              |  |  | Wyvill     | 4          |            |  |  |           |       |       |
|  |               |               | Williams      | 3  |    |              |              |              |  |  |            |            |            |  |  |           |       |       |
|  | 7             | H.A. Kennedy  | Williams      | 3  | 2  |              |              |              |  |  |            |            |            |  |  |           |       |       |
|  | 7             | H.A. Kennedy  |               |    | 2  |              |              |              |  |  |            |            |            |  |  |           |       |       |
|  | 10            | Mayet         | 0             |    |    |              |              |              |  |  |            |            |            |  |  |           |       |       |
|  | 10            | Mayet         | 0             |    |    | Wyvill       | 4½           |              |  |  |            |            |            |  |  |           |       |       |
|  |               |               |               |    |    | Wyvill       | 4½           |              |  |  |            |            |            |  |  |           |       |       |
|  |               |               | H.A. Kennedy  | 3½ |    |              |              |              |  |  |            |            |            |  |  |           |       |       |
|  | 2             | Wyvill        | H.A. Kennedy  | 3½ | 2  |              |              |              |  |  |            |            |            |  |  |           |       |       |
|  | 2             | Wyvill        |               |    | 2  |              |              |              |  |  |            |            |            |  |  |           |       |       |
|  | 15            | Löwe          | 0             |    |    |              |              |              |  |  |            |            |            |  |  |           |       |       |

### Play offs per les places 3 a 8
- Williams 4½ – Staunton 3½ (Matx pel 3r i 4t lloc)
- Szén 4½ – Capt. Kennedy ½ (Matx pel 5è i 6è lloc)
- Horwitz guanya en no comparèixer Mucklow (Matx pel 7è i 8è lloc)